# Final da Liga dos Campeões da UEFA de 2024–25
A Final da Liga dos Campeões da UEFA de 2024–25 foi a última partida da Liga dos Campeões da UEFA de 2024-25, a 70ª temporada do principal torneio de futebol de clubes da Europa organizado pela UEFA, e a 33ª temporada desde que foi renomeada de Taça dos Clubes Campeões Europeus para a Liga dos Campeões da UEFA. A final foi realizada na Allianz Arena, em Munique, na Alemanha, em 31 de maio de 2025. Essa foi a primeira final da UEFA Champions League disputada no novo formato do Sistema suíço.
O vencedor garantiu lugar na Supercopa da UEFA de 2025, na Copa Intercontinental da FIFA de 2025 e no Mundial de Clubes FIFA de 2029, para além de garantir automaticamente um lugar na fase de liga da Liga dos Campeões da UEFA de 2025–26.

## Local

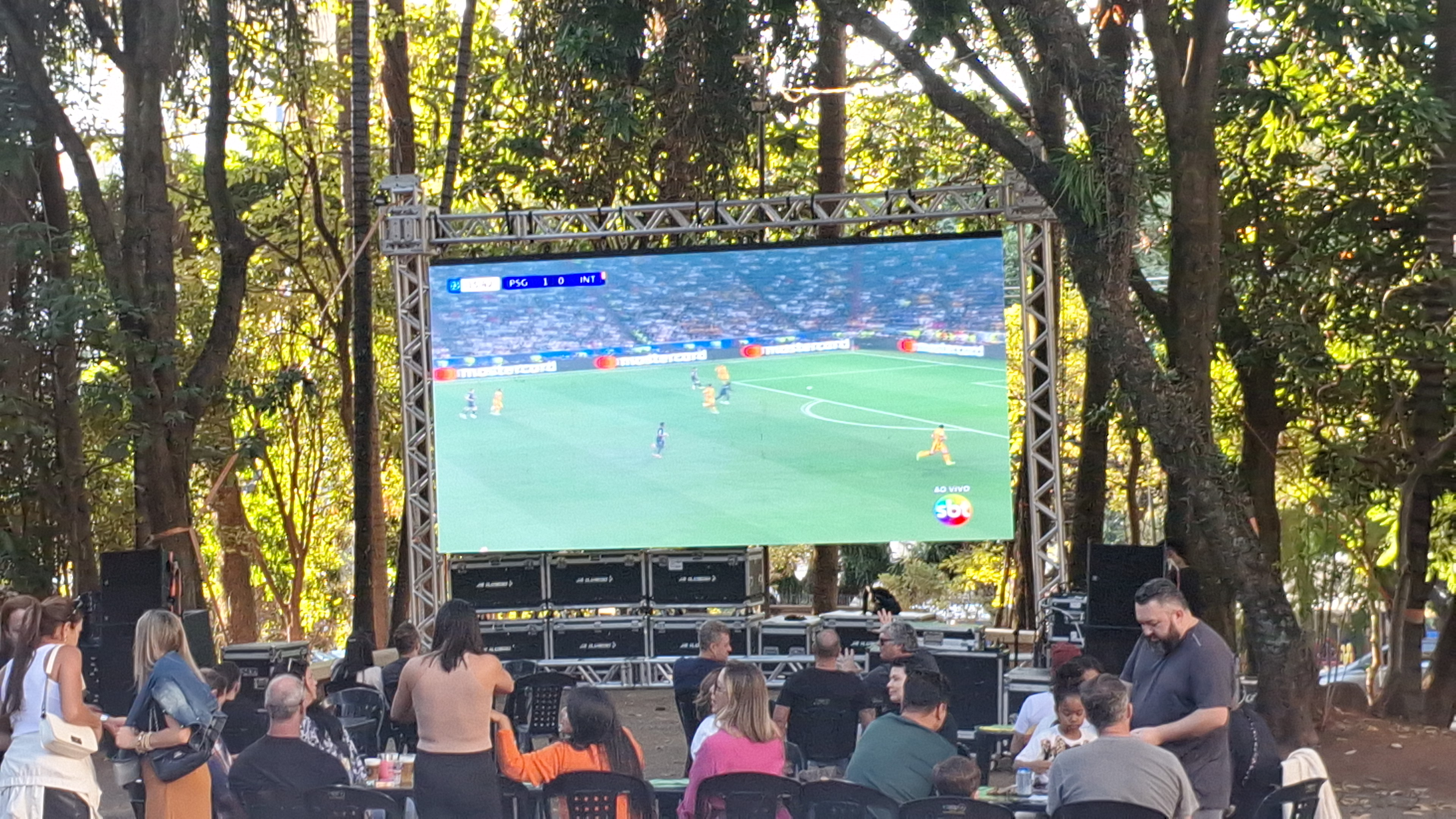
Exibição da final da Final da Liga dos Campeões da UEFA de 2024–25 na Praça Pedro Magalhães Junior, no bairro do Cambuí, Campinas, São Paulo.

Essa foi a segunda final da Liga dos Campeões da UEFA disputada na Allianz Arena; a primeira realizada em 2012. No geral, foi a quinta final da Liga dos Campeões da UEFA a ser realizada em Munique, com as finais de 1979, 1993 e 1997 a decorrerem no Olympiastadion. A final também foi a nona a acontecer na Alemanha, tendo ocorrido também em Estugarda em 1959 e 1988, Gelsenkirchen em 2004, e Berlim em 2015, igualando o recorde de nove finais da Taça dos Campeões Europeus realizadas em Itália e Espanha.  A Allianz Arena já sediou jogos da Copa do Mundo FIFA de 2006, e foi escolhida como sede da UEFA Euro 2020 e da UEFA Euro 2024.

### Escolha do anfitrião
Em 16 de julho de 2021, o Comité Executivo da UEFA anunciou que o Estádio Olímpico Atatürk, em Istambul, iria sediar a final da Liga dos Campeões da UEFA de 2023, em vez de Munique. Isso foi pelo fato de Istambul ter sido escolhida por duas vezes como sede da final da Liga dos Campeões e ter a final relocada para outras localidades devido à pandemia de COVID-19. Previsto inicialmente para sediar a final de 2020, a partida foi transferida para Lisboa e os anfitriões da final foram adiados em um ano, com Istambul sendo escolhida para a final de 2021. No entanto, semanas antes da final, o jogo de 2021 foi transferido para o Porto devido a restrições de viagem.
A princípio, Munique foi escolhida para sediar a final de 2022 pelo Comité Executivo da UEFA durante a reunião em Liubliana, na Eslovénia, em 24 de setembro de 2019, mas posteriormente foi decidido que sediasse a final de 2023, após a mudança dos locais das finais. No entanto, a cidade foi premiada com a final de 2025, depois de ter sido substituída em 2023 por Istambul.

## Caminho até a final
Nota: Em todos os resultados abaixo, os gols dos finalistas é dado primeiro (C: casa; F: fora).
| Pos. | Equipe              | Pts |
| ---- | ------------------- | --- |
| 13   | Milan               | 15  |
| 14   | PSV Eindhoven       | 14  |
| 15   | Paris Saint-Germain | 13  |
| 16   | Benfica             | 13  |

| Pos. | Equipe             | Pts |
| ---- | ------------------ | --- |
| 2    | Barcelona          | 19  |
| 3    | Arsenal            | 19  |
| 4    | Internazionale     | 19  |
| 5    | Atlético de Madrid | 18  |

## Partida

### Cerimônia de Abertura
Em 16 de abril de 2025, foi confirmado que a banda americana de rock Linkin Park performaria na abertura da partida.

### Detalhes
A final foi disputada em 31 de maio de 2025 no Allianz Arena, em Munique. A equipe "mandante" (por fins administrativos) foi determinada por um sorteio adicional após os sorteios das quartas de final e semifinal.
| 31 de maio de 2025 | Paris Saint-Germain                                                                    | 5 – 0     | Internazionale | Allianz Arena, Munique                     |
| 21:00              | Achraf Hakimi 12' · Désiré Doué 20' 63' · Khvicha Kvaratskhelia 73' · Senny Mayulu 86' | Relatório |                | Público: 64 327 Árbitro: ROM István Kovács |

| PSG | Inter de Milão |

| GK           | 1  | Gianluigi Donnarumma  |
| RB           | 2  | Achraf Hakimi         |
| CB           | 5  | Marquinhos            |
| CB           | 51 | Willian Pacho         |
| LB           | 25 | Nuno Mendes           |
| CM           | 87 | João Neves            |
| CM           | 17 | Vitinha               |
| CM           | 8  | Fabián Ruiz           |
| RF           | 14 | Désiré Doué           |
| CF           | 10 | Ousmane Dembélé       |
| LF           | 7  | Khvicha Kvaratskhelia |
| Substitutos: |    |                       |
| GK           | 39 | Matvey Safonov        |
| GK           | 80 | Arnau Tenas           |
| DF           | 3  | Presnel Kimpembe      |
| DF           | 21 | Lucas Hernández       |
| DF           | 35 | Lucas Beraldo         |
| MF           | 19 | Lee Kang-in           |
| MF           | 24 | Senny Mayulu          |
| MF           | 33 | Warren Zaïre-Emery    |
| FW           | 9  | Gonçalo Ramos         |
| FW           | 29 | Bradley Barcola       |
| FW           | 49 | Ibrahim Mbaye         |
| Treinador:   |    |                       |
| Luis Enrique |    |                       |

| GK             | 1  | Yann Sommer         |
| CB             | 28 | Benjamin Pavard     |
| CB             | 15 | Francesco Acerbi    |
| CB             | 95 | Alessandro Bastoni  |
| RM             | 2  | Denzel Dumfries     |
| CM             | 23 | Nicolò Barella      |
| CM             | 20 | Hakan Çalhanoğlu    |
| CM             | 22 | Henrikh Mkhitaryan  |
| LM             | 32 | Federico Dimarco    |
| CF             | 9  | Marcus Thuram       |
| CF             | 10 | Lautaro Martínez    |
| Substitutos:   |    |                     |
| GK             | 12 | Raffaele Di Gennaro |
| GK             | 13 | Josep Martínez      |
| DF             | 6  | Stefan de Vrij      |
| DF             | 30 | Carlos Augusto      |
| DF             | 31 | Yann Bisseck        |
| DF             | 36 | Matteo Darmian      |
| MF             | 7  | Piotr Zieliński     |
| MF             | 16 | Davide Frattesi     |
| MF             | 21 | Kristjan Asllani    |
| MF             | 59 | Nicola Zalewski     |
| FW             | 8  | Marko Arnautović    |
| FW             | 99 | Mehdi Taremi        |
| Treinador:     |    |                     |
| Simone Inzaghi |    |                     |

|  | Árbitros assistentes: ROM Mihai Marica ROM Ferencz Tunyogi Quarto árbitro: POR João Pinheiro Árbitro assistente reserva: POR Bruno Jesus Árbitro assistente de vídeo: NED Dennis Higler Assistente do árbitro assistente de vídeo: ROM Cătălin Popa Árbitro assistente de vídeo de apoio: NED Pol van Boekel | Regras de jogo - 90 minutos - 30 minutos de Prorrogação se necessário - Disputa de pênaltis se o placar ainda estiver empatado - Máximo de doze jogadores no banco de reservas - Máximo de cinco substituições, sendo permitida uma sexta na prorrogação - Máximo de três oportunidades de substituição, sendo permitida uma quarta na prorrogação |